# ماساتو نايتو
ماساتو نايتو (باليابانية: 内藤真人؛ بالكانا: ないとう まさと) هو منافس ألعاب قوى ياباني، ولد في 31 يوليو 1980 في تويوتا في اليابان.

## وصلات خارجية
- ماساتو نايتو على موقع الاتحاد الدولي لألعاب القوى (الإنجليزية)
- ماساتو نايتو على موقع اللجنة الأولمبية الدولية (الإنجليزية)
- ماساتو نايتو على موقع أوليمبيديا (الإنجليزية)